# 赫格尔
赫格尔（德語：Högel）是德国石勒苏益格－荷尔斯泰因州的一个市镇。总面积16.28平方公里，总人口440人，其中男性213人，女性227人（2011年12月31日），人口密度27人/平方公里。